# Dior und Ich
Dior und Ich (Originaltitel: Dior et moi) ist ein französischer Dokumentarfilm von Frédéric Tcheng aus dem Jahr 2014. Die Premiere des Films war am 17. April 2014 beim Tribeca Film Festival. Der Kinostart in Deutschland war am 25. Juni 2015.

## Inhalt
Im Jahr 2012 wird der belgische Modedesigner Raf Simons künstlerischer Direktor bei Dior. Er soll in nur acht Wochen die neue „Haute Couture“-Kollektion kreieren. Auf dem schmalen Grat zwischen der Angst des Versagens und einem guten Ende führt der Film durch alle Abteilungen des Hauses. Am Ende steht eine spektakuläre Modenschau.

## Kritik
Der Filmdienst bezeichnete den Film als „[r]eizvolle Dokumentation über Christian Dior und seinen nicht minder charismatischen Nachfolger, die vor allem für Modeinteressierte ein großes Vergnügen“ sei. Mode werde als „arbeitsteiliger Prozess beschrieben“, wobei der Film deutlich mache, „wie eng die Entstehung einer Kollektion dramaturgisch und visuell mit dem klassischen Erzählkino verwandt ist“.

## Auszeichnungen
Der Film gewann beim Seattle International Film Festival den Documentary Special Jury Award. Außerdem erhielt Dior und Ich Nominierungen bei den Filmfestivals in Abu Dhabi, Melbourne und Tribeca.